# 永井"ホトケ"隆
永井"ホトケ"隆（ながい ほとけ たかし、1950年10月24日 - ） は、三重県松阪市生まれの歌手、ギタリスト。

## 来歴
1950年10月6日、三重県松阪市に生まれる。中学から高校時代にかけ、ビートルズやローリング・ストーンズを始めブリティッシュ系を中心としたロックに親しむ。高校に入ると、マイルス・デイヴィス、ソニー・ロリンズらジャズも聴くようになった。
1970年、同志社大学に進学。大学のサークルで知り合った小堀正（ベース）とロック・バンドを結成。塩次伸二（ギター）ともバンド活動をするようになった。翌1971年、NHKで放映されたBBC制作のドキュメンタリー番組「黒人の魂-ブルース」（原題：Chicago Blues）を見て衝撃を受け、黒人によるブルースに強く興味を持つ。
1972年、小堀、塩次に加え、山岸潤史（ギター）、松本照夫（ドラムス）とともに京都でウエスト・ロード・ブルース・バンド（以下、ウエスト・ロード）を結成した。ミドルネームの「ホトケ」はウエスト・ロードにまだ名前がなかった頃、小堀の実家が仏具店を営んでいたことから、バンド名として浮上したもののそれは採用されず、いつの間にか永井のあだ名として定着したものだという。
翌1973年に東京のライヴ・ハウスMagazine#1/2で同店にレギュラー出演していたウィーピング・ハープ・セノウ、レイジー・キム・ブルース・バンドとライヴ・アルバム『Live In Magazine No.1/2』をレコーディング。これが、ウエスト・ロードのレコーディング・デビューとなった。
ウエスト・ロードは3枚のアルバムをリリースした後、1977年の高円寺JIROKICHI公演を最後に解散する。同年、ファッツ・ドミノがやっていた楽曲「My Blue Heaven」の名前が由来となった新バンド、ブルー・ヘヴンを吾妻光良らと結成。同バンドでは『Blue Heaven Live』（1980年）、『Big Boss Man』（1982年）とリリースを重ねた。尚、吾妻は1作目のライヴ・アルバムリリース後に脱退しており、後任として小出斉が参加している。ライヴ・アルバムでは、吾妻、小出2人のギターを聴くことができる。
1984年、ウエスト・ロードがオリジナル・メンバーで再結成。新作『Junction』をリリースした。1995年にはウエスト・ロードはニューヨークのライヴ・ハウス、トランプスで公演。同年、その模様がライヴ・アルバム『Live In New York』として発売された。
ソロ・アーティストとしては1995年に『Night People』、翌1996年『Fool’s Paradise』と立て続けにアルバムを発表している。
1997年、ブルース初心者のために書き下ろしたエッセイ集『ブルーズ・パラダイス』を出版した。
1998年、元四人囃子の森園勝敏らとtRICK bAG結成。2000年に『Last Exit』をリリースしている。バンド名は、ニューオーリンズのR&Bアーティスト、アール・キングの楽曲名に由来している。
2006年、近藤房之助のバンドのギタリストだった浅野祥之の申し出により、彼とデュオで活動を開始。そこにドラマーの沼澤尚が加わり、Blues Powerというバンドとなった。2007年、Blues Powerの1作目のアルバム『This Is The Blues Power』がリリースとなるものの、リリース日に浅野が肺炎により急逝する。浅野のブルースへの思いから実現したバンドだっただけに、永井はやる気を失ったものの、故人の遺志を継ぐべく新たに中條卓（ベース）とKOTEZ（ハーモニカ）をメンバーに迎え、blues.the-butcher-590213とのバンド名で活動を継続することを決定した。「ブッチャー」は浅野のニックネーム、「590213」は彼の誕生日である。以後、blues.the-butcher-590213は15年以上に渡って活動を続け、永井のキャリアでも最も息の長いバンドとなっている。2024年現在、バンド名義のアルバムは10枚を数えている。
2007年より、永井は青森県弘前市のコミュニティーFM局FMアップルウェーブをキーステーションにしたラジオ番組「BLUES POWER」のDJを務めている。この番組の雰囲気を再現した語り入りコンピレーション・アルバムも2枚リリースとなっている。
2024年、永井はウエスト・ロード時代からの盟友、山岸潤史とデュオでアルバム『... still in love with the Blues』をリリース。原点に帰ったシンプルなブルース作となった。同じく古くからの盟友であるサウス・トゥ・サウスの上田正樹も2曲でゲスト参加している。

## ディスコグラフィー

### ソロ作
- 1995年 『Night People』 (ZAIN)
- 1996年 『Fool’s Paradise』(ZAIN)
- 2022年 『Kick Off The Blues』(Pヴァイン) 8曲入り10インチEP[11]
- 2023年 『... still in love with the Blues』(Pヴァイン) ※山岸潤史との共演[9]

### ウエスト・ロード・ブルース・バンド
- 1975年 『Blues Power』 (徳間Bourbon)
- 1975年 『Live in Kyoto』 (徳間Bourbon)
- 1984年 『Junction』 (Invitation)
- 1995年 『Live in New York』 (ZAIN)
- 2005年 『ゴールデン☆ベスト』 (徳間ジャパン) ベスト盤

### ブルー・ヘヴン
- 1980年 『Blue Heaven Live』 (Deadball)
- 1982年 『Big Boss Man』 (Deadball)

### tRICK bAG
- 2000年 『Last Exit』 (ZAIN)

### Blues Power
- 2007年 『This Is The Blues Power』 (Pヴァイン)

### blues.the-butcher-590213
- 2008年 『Spoonful』 (Pヴァイン)
- 2009年 『Mojo Boogie』 (Pヴァイン)
- 2008年 『Rockin’with Monsieur』 (Pヴァイン) ※ムッシュかまやつとの共演
- 2011年 『Voo Doo Music』 (Pヴァイン)
- 2013年 『The Sure Shot Live』 (Pヴァイン) ※ジェイムズ・ギャドソンとの共演
- 2014年 『In The Basement』 (Pヴァイン)
- 2016年 『Three O'Clock Blues』 (Pヴァイン)
- 2017年 『Rockin' And Rollin'』 (Pヴァイン) ※うつみようことの共演
- 2019年 『Blues Before Sunrise』 (Pヴァイン) ※うつみようことの共演
- 2023年 『Feel Like Going Home』 (Pヴァイン)

### その他
- 2014年 『Hotoke's Blues Power Radio Hour』 (Pヴァイン)
- 2018年 『Hotoke's Blues Power Radio Hour-10th Anniversary』 (Pヴァイン)

### 著書
- 1997年 『ブルーズ・パラダイス』 (中央アート出版)